# U' pastizz 'rtunnar
L'u'pastizz rtunnar (« pâte de Rotondella »), communément appelée pastizz, est un produit de boulangerie typique de Rotondella, dans la province de Matera, inscrit au registre des produits alimentaires traditionnels de Basilicate, section « pâtes fraîches et produits de boulangerie, biscuiterie, pâtisserie et confiserie ».

## Caractéristiques
Traditionnellement liée de manière particulière à la ville de Rotondella, où la population la préparait déjà entre 1700 et 1800, il s'agit d'une calzone farcie de viande de porc ou d'agneau coupée au couteau et mélangée à des œufs, du fromage râpé et de l'huile.
Traditionnellement, il est inséparable des fêtes particulières comme Noël, Pâques et la fête de la Madonna di Anglona : les habitants de Rotondella se rendaient en pèlerinage au sanctuaire de la Madonna di Anglona et u'pastizz rtunnar était un déjeuner facile à transporter,,.